# Senén Vidal García
Senén Vidal García (San Pedro de Trones, León, España, 10 de noviembre de 1941 – Salamanca, España, 11 de abril de 2016) fue sacerdote católico y renombrado biblista. 

## Reseña biográfica
Nacido en San Pedro de Trones (León, España), cursó los estudios de Secundaria en el Aspirantado Maestro Ávila en Salamanca. Después del año de probación en Tortosa (España) se incorporó a la Hermandad de Sacerdotes Operarios Diocesanos del Sagrado Corazón de Jesús el 1 de noviembre de 1961. En 1965, obtuvo la Licenciatura en teología por la Universidad Pontificia de Salamanca y, el 11 de julio de ese año y también en Salamanca, fue ordenado sacerdote.  
En 1965 comenzó en el Pontificio Instituto Bíblico de Roma la Licenciatura en Estudios Bíblicos, título que obtuvo en 1968. Continuó sus estudios de doctorado en Teología Bíblica en la facultad de teología de la Universidad Pontificia de Salamanca, donde consiguió el título de doctor con un estudio acerca de las Tradiciones sobre la resurrección de Jesús en las cartas de Pablo (1979).  
Ejerció la docencia en diversos centros académicos: seminario mayor de Valladolid (1979-1980 y 1984-1985), Universidad Pontificia de Salamanca (1980-1984), Universidad Pontificia Comillas (Madrid), en Washington, Universidad Pontificia de México, Centro teológico de Trujillo (Perú), Seminario en Venezuela, Seminario de La Habana, Centro teológico de Las Palmas. Con mayor continuidad, fue profesor estable y fijo en el Centro de Estudio Teológico Agustiniano de Valladolid, donde impartió clases desde 1990 hasta prácticamente el final de su vida. 
En Múnich dirigió el Colegio Español (1973-1976). 
Durante varios periodos de su vida y en distintos lugares también se implicó en la práctica pastoral parroquial: en Madrid, parroquia de san Cristóbal y san Rafael (1978-1979); en la Ciudad de México (1987-1990); en Majadahonda, Madrid, parroquia del Beato Domingo y Sol (1990-1994); y, sobre todo, en la parroquia de san Pablo en Salamanca (1997-2009). 
La actividad investigadora y docente de Senén Vidal se centró en el estudio de la Sagrada Escritura, especialmente el Nuevo Testamento y, todavía más concretamente, la literatura paulina. Fue un reconocido especialista en la teología paulina. 
Entre sus numerosos escritos se cuentan: La Resurrección de Jesús en las cartas de Pablo. Estudio de las tradiciones (Sígueme, Salamanca 1982); Las cartas originales de Pablo (Trotta, Madrid, 1996); El proyecto mesiánico de Pablo (Sígueme, Salamanca, 2005); Jesús, el Galileo (Sal Terrae, Santander, 2006); Pablo. De Tarso a Roma (Sal Terrae, Santander 2007); Evangelio y cartas de Juan. Génesis de los textos joánicos (Mensajero-Loyola, Bilbao 2013); Hechos de los Apóstoles y orígenes cristianos (Sal Terrae, Santander, 2015). Sus dos obras más significativas son: Los tres proyectos de Jesús y el cristianismo naciente (Sígueme, Salamanca, 2003), “donde se atrevió a fijar los momentos del despliegue de la conciencia y de la obra mesiánicas de Jesús”. y la edición del Nuevo Testamento (Sal Terrae, Santander 2015), “obra cumbre de la exégesis y teología hispánicas de los últimos decenios, posiblemente la más significativa”
Varios de sus libros  han sido traducidos a distintos idiomas. Antes de su repentino fallecimiento, proyectaba escribir una historia del cristianismo primitivo. 